# Cantone di Châtenois-les-Forges
Il Cantone di Châtenois-les-Forges è una divisione amministrativa dell'arrondissement di Belfort.
A seguito della riforma complessiva dei cantoni del 2014 è passato da 10 a 17 comuni.

## Composizione
Prima della riforma del 2014 comprendeva i comuni di:
- Argiésans
- Banvillars
- Bavilliers
- Bermont
- Botans
- Buc
- Châtenois-les-Forges
- Dorans
- Trévenans
- Urcerey

Dal 2015 comprende i comuni di:
- Andelnans
- Argiésans
- Banvillars
- Bermont
- Botans
- Bourogne
- Buc
- Charmois
- Châtenois-les-Forges
- Chèvremont
- Dorans
- Meroux
- Moval
- Sevenans
- Trévenans
- Urcerey
- Vézelois